# Mircea Goga
Pour les articles homonymes, voir Goga.
Mircea Goga (né en 1948 à Bistrița en Roumanie), est un philologue, spécialiste de la langue roumaine, et membre de l’Union des Écrivains de Roumanie et de l’Association des Scientifiques de Roumanie. Il est le petit-fils du Premier ministre et poète roumain Octavian Goga.
Mircea Goga a obtenu un doctorat en philologie en 1981, pour enseigner ensuite à l'Université de Cluj, puis à la Sorbonne à partir de 1999. Auteur ou coauteur de 63 livres, il traduit également des œuvres françaises en roumain avec son épouse Yvonne.